# Horizont (2007.)
Horizont je bio hrvatski tjednik iz BiH na hrvatskom jeziku iz Mostara, koji je izlazio 2007. godine.